# Stefania Jabłońska

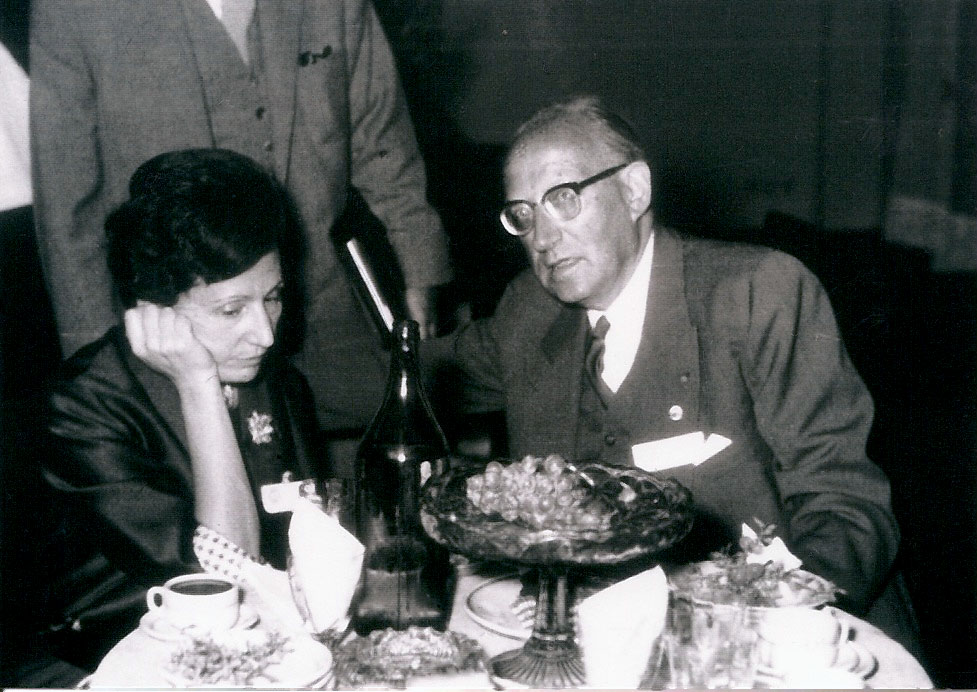
Stefania Jabłońska mit Alfred Marchionini

Stefania Jabłońska (* 7. September 1920 in Warschau; † 8. Mai 2017) war eine polnische Medizinerin.

## Leben
Jabłońska erlangte 1937 ihr Abitur in Warschau, wo sie noch im gleichen Jahr ein Medizinstudium begann. 1938 wechselte sie an die Universität in Lemberg und im Jahr darauf nach Bischkek, wo sie 1942 mit einem Diplom als Ärztin abschloss. Im Anschluss diente sie zwei Jahre an der Front. Danach spezialisierte sie sich auf Dermatologie, arbeitete ein Jahr an der Akademie der Wissenschaften in Leningrad in der Abteilung Pathologie und ab 1946 in der Dermatologischen Klinik der Universität Warschau. Mit einem Stipendium der WHO ging sie 1949 für ein Jahr an die University of Pennsylvania, bevor sie 1950 in Warschau promoviert wurde. Ihre Dissertation war über histologische Untersuchungen von Hautreaktionen auf Tuberkulin und Tuberkulose-Extrakten. 1951 habilitierte sie sich und wurde außerordentliche Professorin für Dermatologie an der Medizinischen Hochschule Warschau, 1954 dann Direktorin der Dermatologischen Klinik der Universität. Von 1954 bis zu ihrer Emeritierung 1990 war sie ordentliche Professorin.
Sie hatte in Polen zahlreiche Schüler (69 Doktoranden, 15 ihrer Schüler wurden Professoren).

## Leistungen
Sie befasste sich mit Sklerodermie und den humanen Papillomviren (Warzenviren, HPV), dem von diesen ausgelösten Krebs und der Entwicklung eines Impfstoffs gegen die Viren. Sie arbeitete dabei mit dem Franzosen Gérard Orth vom Institut Pasteur zusammen. Sie untersuchten speziell (als Modell) das Virus, das EV (Epidermodysplasia verruciformis) auslöst. Das Virus ist normalerweise wenig infektiös, mit Ausnahme von Patienten mit der seltenen Erbkrankheit EV, bei denen diese Viren in einem Drittel der Fälle bösartige Tumoren auslösen. Jabłońska und Orth gelang es, die Viren nachzuweisen und zu charakterisieren, die bösartige Tumoren auslösen. Es waren nur zwei der bei den EV-Patienten vorkommenden Warzenviren. Sie zeigten außerdem, dass für die Entstehung bösartiger Tumoren, die bei EV-Patienten viele Jahre dauert, bestimmte zusätzliche Faktoren hinzukommen müssen (wie ultraviolette Strahlung).

## Auszeichnungen
Sie war seit 1964 Mitglied der Leopoldina. 1985 erhielt sie zusammen mit Gérard Orth den Robert-Koch-Preis. 1992 wurde sie mit der Alfred-Marchionini-Medaille in Gold ausgezeichnet. 2002 erhielt sie die Maria-M.-Duran-Medaille der International Society of Dermatology.
1962 bis 1982 und 1987 bis 1995 war sie Präsidentin der Polnischen Gesellschaft für Dermatologie.

## Schriften (Auswahl)
- (Hrsg.) Scleroderma and Pseudoscleroderma. Polish Medical Publishers, Warsaw 1975.